# 広瀬城 (越中国)
広瀬城（ひろせじょう）は、富山県南砺市小山にあった戦国時代の日本の城（山城）。とやま城郭カードNo.94。

## 概要

### 歴史

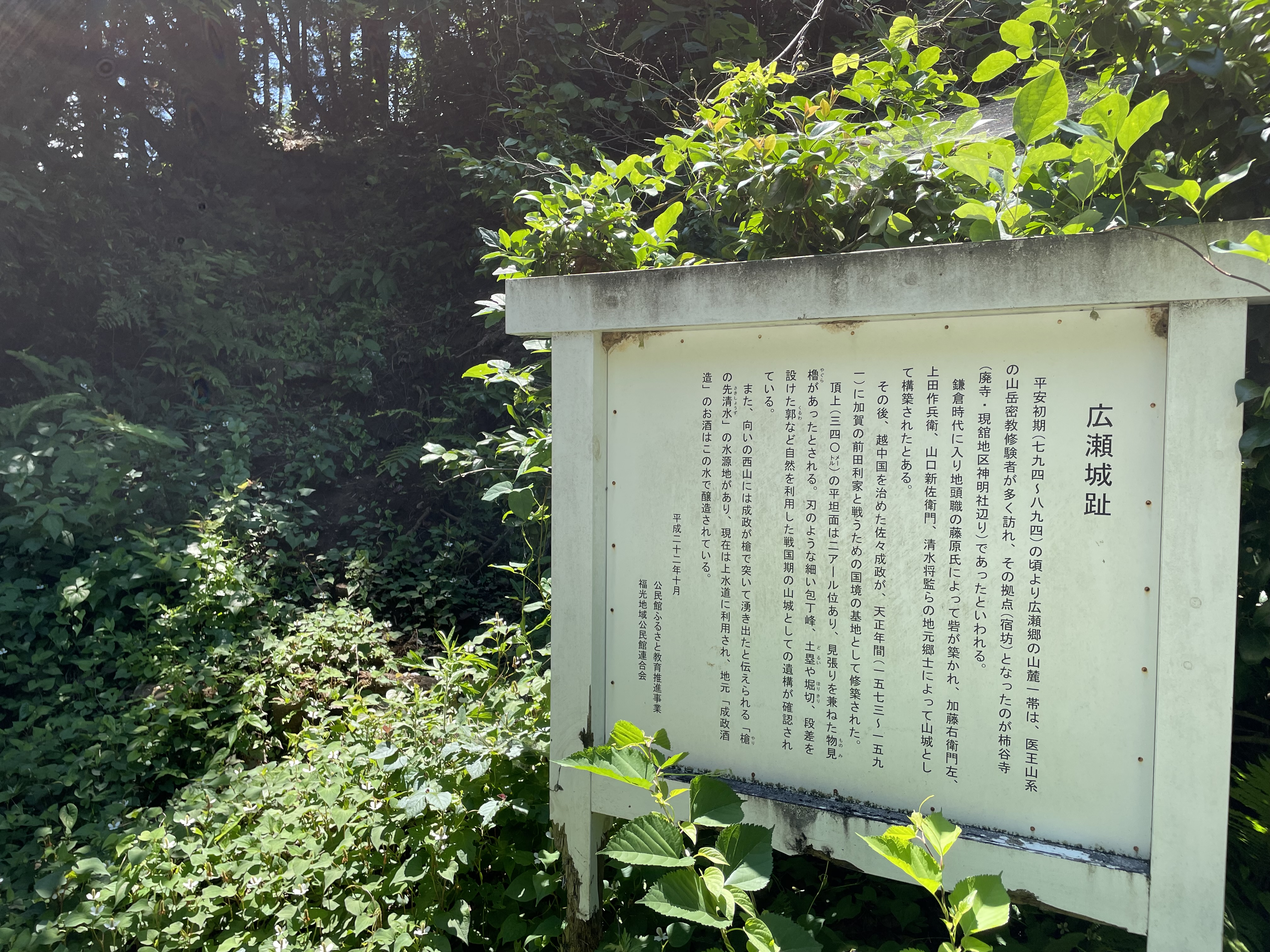
広瀬城址登口。

広瀬城は医王山の東側山腹、前医王山の北どなりの城山に位置する。城山は医王山とは鞍部でとぎれているため、独立した山容が東側の平野部からも確認できる場所である。
広瀬城の位置する広瀬地域は、平安時代末から室町時代にかけて石黒荘弘瀬郷が設置された一帯である。弘瀬郷については鎌倉時代に作成された『関東下知状』に詳細な記録が残っており、『関東下知状』に見える「藤峰」が広瀬城のある城山を指すのではないか、とする説がある。
広瀬城は城山の背後から湧き出る「鎗の先」の水源地、南砺市小坂集落から糸谷・菱池乗越を経由して金沢市大菱池町に至る「白冗越え」を掌握できることから、早くから交通の要衝として利用されたと想定されている。尾根を断切る堀切や竪堀が顕著な割に横堀のないこと、石垣のないことも、戦国時代以前から使用されていたことを裏付けている。
富田景周の『越登賀三州志』「故墟考」では「加藤右衛門佐・上田作兵衛・山口新左衛門・清水将監」らが広瀬城主であったと記すが、その来歴については「みなその伝を失う」とし詳細は不明である。城跡西側の沢には「鍵の先清水」と呼ばれる湧水があり、佐々成政がこの地を訪れた際、成政が沢に鍵を突き立てると清水が湧き出たという逸話が伝えられている。また、宮永正運の『越の下草』では「慶長の頃、城主清水将監という庄官侍居住と云」と記され、少なくとも戦国時代末期には清水将監が城主であったことが分かる。

### 遺構
広瀬城の範囲について、1991年（平成3年）～1992年（平成4年）の調査以前は150×200メートル程度の規模と見られていたが、調査により城山周辺に削平面や堀切が新たに発見された。これにより、現在では広瀬城遺構は南北約320メートル、東西約370メートルの範囲におよび、西端の堀切から城山々頂と北端の削平面を結んだ距離は約500メートルになることが明らかになっている。
広瀬城を特徴づける遺構として、尾根や山上を断切った堀切、山腹斜面に掘り込まれた竪堀などの空堀、山上や山腹を削平した大小様々平坦面群、そしてこれらをつなぐ道などが挙げられる。ただし石垣はなく、井戸跡も未確認である。堀切や竪堀は20か所、削平された平坦面は88か所を超えるが、尾根や山上を堀切で区画、あるいは急斜面で区分することで6ブロックに分類できる。
主郭（A曲輪）から西南方（医王山方面）に位置するB曲輪には階段状に設けた削平地、竪堀を付属させた横堀、竪堀を付属させた堀切が備えられている。現在この方面に進む道は存在しないが、これほど厳重な防御態勢を備えることから、何らかの敵対勢力が存在していたと想定されている。主郭Aの東側にはC曲輪があり、C曲輪から東側は尾根が2股に分かれ、北側にはD曲輪、南側にはE曲輪が築かれている。D・E曲輪とC曲輪との間には大規模な堀切があって完全に遮断しているが、各曲輪が孤立している縄張りは、織豊系の大名でなく在地土豪によって用いられていたことを示唆しているとされる。総じて、広瀬城の城構えは主郭を中心に、医王山と尾根続きとなる西側に対して防御施設を集中させている。これは、天正12年（1584年）に越中の佐々成政と加賀能登の前田利家との加越国境での戦闘が起こったことを背景に、加賀（西）側からの侵攻を意識して整備されたものと考えられている。また、主郭をはじめ城域全体の削平面、平坦面の規模が小さいことから、居館施設の比重が少ない詰城の性格が強いと推定されている。
なお、主郭には内枡形虎口が残ることから、伝承通り佐々成政が越中で活動する16世紀後半まで広瀬城が使用されていたことが裏付けられている。ただしこの虎口は1折れするのみで、櫓台や土塁も用いていない単純なものである。このため、佐伯哲也は成政が直接広瀬城の改修に関わった可能性は低く、在地土豪の使用のみで廃城になったと推定されている。